# Franco Prosperi
Franco E. Prosperi (nacido en 1928) es un periodista y científico marino italiano que se convirtió en director y productor de documentales. Es conocido por su colaboración duradera con Gualtiero Jacopetti en el género cinematográfico mondo, simbolizada por la película Mondo cane. Su única película de ficción fue Wild beasts - Belve feroci.

## Filmografía

### Director
- Mondo cane (codirigida con Gualtiero Jacopetti y Paolo Cavara, 1962)
- La donna nel mondo (codirigida con Gualtiero Jacopetti y Paolo Cavara, 1963)
- Mondo cane 2 (codirigida con Gualtiero Jacopetti, 1963)
- Africa addio (codirigida con Gualtiero Jacopetti, 1966)
- Addio zio Tom (codirigida con Gualtiero Jacopetti, 1971)
- Mondo candido (codirigida con Gualtiero Jacopetti, 1975)
- Wild beasts - Belve feroci (1984)

### Productor
- Addio zio Tom (1971)
- Savana violenta, dirigida por Antonio Climati y Mario Morra (1976)

### Guionista
- Africa addio (1966)
- Addio zio Tom (1971)
- Mondo candido (1975)
- Wild beasts - Belve feroci (1984)
- Computron 22 (1988)

### Otros
- Gran Comora (consultoría y rodajes submarinos) (1953)
- Dolce e selvaggio (narrador), dirigida por Antonio Climati y Mario Morra (1983)